# Бразилска крџа
Бразилска крџа (лат. Amazonetta brasiliensis, енгл. Brazilian teal) једина је врста из рода Amazonetta, који припада потпородици патке (Anatinae) породице пловке (Anatidae). Врста насељева исток Јужне Америке.

## Подврсте
Постоје две подврсте:
- Мала бразилска крџа
 (Amazonetta brasiliensis brasiliensis)
- Велика бразилска крџа
 (Amazonetta brasiliensis ipecutiri)

Мала бразилска крџа насељава Бразил, Суринам, Гвајану, Француску Гијану, централну Венецуелу, источну Колумбију и североисточни Перу.
Велика бразилска крџа насељава Бразил, северну Аргентину, источну Боливију, Уругвај и Парагвај.

## Опис
Код врсте је присутан полни диморфизам, који се огледа између осталог у боји кљуна, кљун мужјака је црвене боје, а кљун женке је тамносмеђе боје. Перје мужјака је на трупу светлосмеђе боје, а на крилима већим делом тиркизне боје, перје женки бразилске крџе је једноличније. Ноге и мужјака и женке су црвене боје али различитих нијанси.

## Распрострањеност и станиште
Бразилска крџа је насељена широм Јужне Америке од Уругваја, до северне и источне Аргентине, Парагваја, централне Венецуеле, Бразила, североисточног Перуа, Суринама, Гвајане, Француске Гијане, источне Боливије и источне Колумбије. Омиљено станиште бразилске крџе је слатководна водена површина, која је удаљена од обале океана и у чијој близини се налази густа вегетација.

## Понашање
Бразилска крџа живи у паровима или у малим јатима од до 20 јединки. Оба родитеља се старају о младима. Одрасле птице се хране семењем, воћем, корењем и инсектима, док се пачићи хране искључиво инсектима.

## Угроженост
Врста је бројна и на црвеној листи организације Међународна унија за заштиту природе (IUCN) је наведена као врста којој прети мали ризик од изумирања.